# Jean Constantin
Pour les articles homonymes, voir Constantin.
Jean Constantin, né le 9 février 1923 dans le 17e arrondissement de Paris et mort le 30 janvier 1997 à Créteil (Val-de-Marne), est un auteur-compositeur-interprète et pianiste de jazz français.
Il a signé des chansons devenues des standards, telles que Mon manège à moi, interprétée par Édith Piaf et Mon truc en plumes chanté par Zizi Jeanmaire ainsi que de nombreuses musiques de films.

## Biographie

### Jeunesse et études
D'origines suisse et brésilienne, Jean Constantin naît en 1923 dans le 17e arrondissement de Paris. Ce « bon autodidacte du piano » apprend seul à jouer de cet instrument en écoutant du jazz et en s'aidant de quelques méthodes.

### Interprète
Grosses moustaches, physique corpulent et débordant d'énergie, il chante sur scène sur un tabouret « en recherche d'équilibre »[réf. nécessaire], tout en s'accompagnant au piano, dans un répertoire à la fois drôle et poétique.
Pendant les années 1950, il se produit à Bobino, à l'Olympia et aux Trois Baudets, piochant parmi les trois cents chansons de son répertoire. Parmi ses créations figurent Mets deux thunes dans l'bastringue (1954, repris par Catherine Sauvage), Les Pantoufles à papa (1955) sur un texte de Claude Nougaro (repris par Les Frères Jacques) et Le Pacha (1956).
Entre deux tournées en province, il est la vedette des plus grands cabarets parisiens dont le Don Camilo à Saint-Germain-des-Prés et la Villa d'Este près de la place de l'Étoile.
Avec Moustache, Geo Daly, Jordi Coll, Michel Attenoux et Totol Masselier, il forme l'orchestre de jazz « Les Gros Minets ». Il publie aussi plusieurs disques sous le pseudonyme de « Big César ». Dans les années 1960, il participe souvent à des émissions de variétés à la télévision.
Il apparaît également en tant qu'acteur au cinéma dans Candide ou l'Optimisme au XXe siècle (1960) avec Jean-Pierre Cassel et Pierre Brasseur,  et Le Baron de l'écluse (1960), où il interprète le rôle du prince Sadokan aux côtés de Jean Gabin et Micheline Presle.

### Auteur-compositeur
Jean Constantin est l'auteur d'un des grands succès d'Édith Piaf, Mon manège à moi (1952), musique de Norbert Glanzberg. En 1955, Annie Cordy crée sa chanson Jolie fleur de papillon. La même année, Ne joue pas avec mon cœur est interprétée par Colette Deréal puis par Dalida et Lucienne Delyle.
Il compose la musique de la chanson la plus populaire de Zizi Jeanmaire : Mon truc en plumes, paroles de Bernard Dimey (1956). Il crée pour Yves Montand les chansons Ma gigolette (1960) et Pianola (1963), devenues également des classiques de la chanson française grâce à Yves Montand.
Après avoir composé la musique du film Bonjour sourire (1956), il signe en 1959 celle  d'un des films emblématiques de la Nouvelle Vague : Les Quatre Cents Coups de François Truffaut. Juliette Gréco enregistra une version chantée du thème principal du film, Comment voulez-vous ? (paroles de Jean Constantin). Suivront entre autres La Française et l'Amour (1960) et Le Caïd de Champignol (1966).

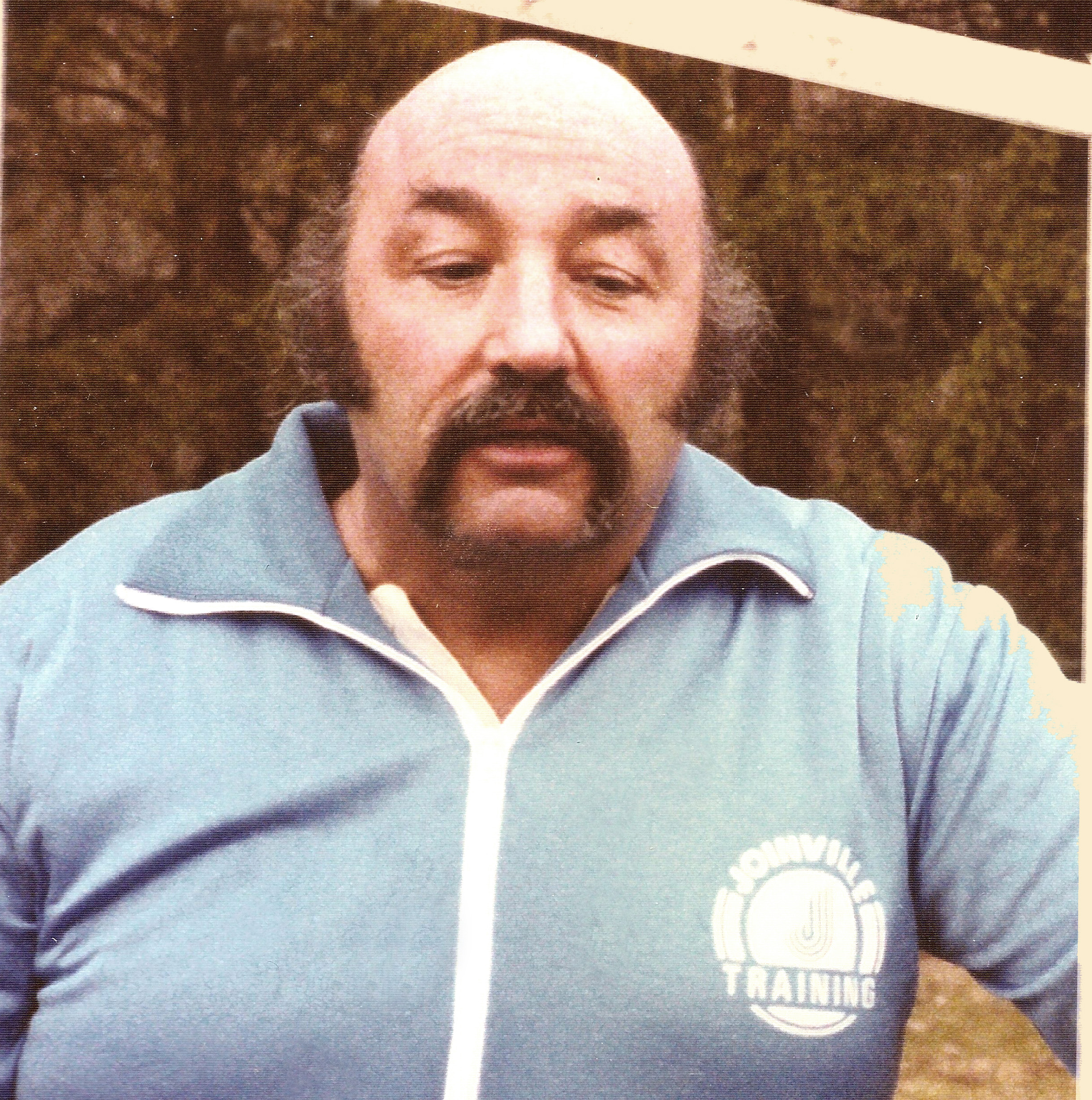
Jean Constantin en 1979.

### Décès
Jean Constantin meurt le 30 janvier 1997 au Centre hospitalier universitaire Henri-Mondor de Créteil,. Il est inhumé au cimetière ancien de Noisy-le-Grand (Seine-Saint-Denis). Son épouse Lucie Dolène le rejoindra 23 ans plus tard.

### Vie privée
Jean Constantin épouse la chanteuse et comédienne Lucie Dolène (1931-2020). Le couple a trois enfants : Olivier et Virginie, tous deux chanteurs et choristes pour de nombreux artistes, et François, percussionniste, notamment pour Johnny Hallyday, Véronique Sanson, Dany Brillant et Richard Bona.

## Filmographie

### Cinéma
- 1959 : Les Quatre Cents Coups de François Truffaut
- 1960 : Candide ou l'Optimisme au XXe siècle de Norbert Carbonnaux
- 1960 : Le Baron de l'écluse de Jean Delannoy : le  prince Sadokan

### Télévision
- 1961 : Monsieur Antoine de Guy Lessertisseur : Tibidibidin
- 1962 : Surprise Party chez Lully de Ange Casta : Jean-Baptiste Lully
- 1967 : Le Golem de Jean Kerchbron : Loïsitchek

## Discographie

### 45 tours simples
- 1954 : Le Simple Jardinier / Sur le trottoir des abattoirs - Pathé - 45-G 1014
- 1954 : Mets ta robe ananas / Bien - Pathé – 45-G 1065
- 1955 : V'la l`tambour / Vise la poupée - Pathé – 45 G 1128
- 1956 : Lola (ou la Légende du pays aux oiseaux) / Les Pantoufles à papa - Pathé – 45 G 1175
- 1957 : Rock' in Magellan / Rock' Amadour - Pathé – 45 AQ 1008
- 1957 : Hey ! Jacky / Twist in cha cha - Vogue – V-4101
- 1958 : Cet air-là / Che c'e' conche - Vogue – V. 45-432
- 1959 : L'Oculiste / Bain, amour et… - Vogue – V.45-507
- 1959 : Le Cha cha de Charley (du film La Marraine de Charley) / Che sbadato - Vogue – V. 45-635
- 1960 : Strip Polka / Au Bala Bahia - Vogue – V. 45-766
- 1961 : Dibilibilin / Du tout ennuyé - Vogue – V. 45-808
- 1961 : Le Rock du coq / Napoli jolie - Vogue – V. 45-852
- 1962 : Son truc en plume / Ton thé t'a-t-il oté ta toux ? - Vogue - 3092
- 1962 : 	Hey! Jackie / Twist en blouse - Vogue – V. 45-996
- 1965 : Le Tigre / Flic flac floc - Vogue – V. 45-1276
- 1972 : T'as du pot qu'est pas de poulpe / Jean-Claude Bouttier - Barclay – 61.649
- 1972 : Carnaval de St-Ouen / Robinson crut Zoé - Barclay – 61.705
- 1973 : Passe-moi le beurre / Margarino - Barclay – 61.749
- 2000 : Pas tant d'chichi ponpon / Obélix samba (du film Les Douze Travaux d'Astérix, musique de Gérard Calvi) - Twin of Sound (TOS) 002

avec Les Gros Minets
- 1967 : Les Gros Minets / Un vieil air sentimental - CBS 3100
- 1968 : Marche des éléphants / Je voudrais être comme toi  (du film Le Livre de la jungle) - CBS 3185
- 1968 : Shuss / L'Histoire de Bonnie and Clyde - CBS 3273
- 1968 : Mon beau sapin / Chabada - CBS 3906
- 1969 : Rien n'est meilleur qu'un bon steak frites / Je tuerai le voyou qui a bu tout mon vin de messe - CBS 4004
- 1978 : Tes vacances / Mélodie pour une rose - New Sound – NS 016

### Super 45 tours
- 1955 : Brasileirosolero / Lettre à Virginie / À t’regarder / J’suis bien le roi - Pathé 45 EA 9
- 1956 : Chavibra / Cha cha perché / Natacha cha cha / Dans l’île - Pathé 45 EG 158
- 1956 : Mets deux thunes dans l’bastringue / Vise la poupée / V’là l’tambour / Mets ta robe ananas - Pathé 45 EG 183
- 1957 : Mets deux rocks dans l’bastringue / Métro du rock / Rock in Magellan / Rock Amadour - Pathé 45 EG 233
- 1957 : Le Pacha / La Chanson du vigneron / Conché / Cet air-là - Vogue EPL 7363
- 1958 : L’Tango / Bain, amour et … / Mon manège à moi (Tu me fais tourner la tête) / L’Oculiste -  Vogue EPL 7460
- 1959 : Che sbadato / Le Tango de l'Esquimau / Le Cha cha de Charley (du film La marraine de Charley) / Comment voulez-vous ? (du film Les Quatre Cents Coups) - Vogue EPL 7617
- 1959 : Les Quatre Cents Coups / La Machine à écrire	/ Comment voulez vous ?	/ Balzac - Gymnastique - Trinité - Finale (du film Les Quatre Cents Coups) - Vogue EPL 7631
- 1960 : Ne joue pas / Le cha cha de Charley (du film La Marraine de Charley) / Waterloo / Les Pantoufles à papa (enregistré en public à Bobino) - Vogue EPL 7709
- 1960 : Ma gigolette / Vive la liberté / Les Croisades / Elle a é - Vogue EPL 7745
- 1960 : La Petite Angine (Ah qu’est-ce que je tiens !) / Weign-weign / La Bronzette / Vieni, vieni, si - Vogue – EPL 7791
- 1960 : Le Cha cha du cœur / Le Cacao / À la Colette / Nounours - Vogue EPL 7796
- 1960 : Ma gigolette / Ne joue pas / Le Cha cha du cœur / Vieni, vieni, si - Vogue EPL 7807
- 1961 : À chat Siné / Dibilibilin / Du tout ennuyé / Soldat Perico - Vogue EPL 7822
- 1961 : Le Rock du coq / Napoli jolie / Caroline / Ja-a-mais (du film La Française et l'Amour) - Vogue EPL 7872
- 1962 : Son truc en plumes / Ton thé t’a-t-il ôté ta toux ? / Menuet in cha cha / Twist in cha cha -  Vogue EPL 7930
- 1962 : Hey ! Jacky / Twist en blouse / Madison square / Alphabetwist - Vogue EPL 7979
- 1962 : Obèse Blues / Les Jours / J’ai mis / Le Jardinier - Vogue EPL 8044
- 1963 : Le Beaujolais / Ma dulcinée / Le Français moyen / Pianola - Vogue EPL 8107
- 1963 : Une bière pour ma gretchen / Le Semeur d’amour / La Java de Koenigsmark / Yannick - Vogue EPL 8163
- 1965 : Bye bye bye (bis) / Le Tigre / Too Big or Not Too Big ? / Flic flac floc - Vogue EPL 8344
- 1965 : Cette fleur / Caviar for One / Quelqu’un m’a pris ma femme / Wodka for Two - Vogue EPL 8366
- 1966 : Le Caïd de Champignol (générique) / Les Gangsters / Corrida / Arrivée de Claudius / Départ de Claudius / Évelyne et Claudius (du film Le Caïd de Champignol) - Barclay 70936
- 1969 : La Mistinquoi / Le Piano chinois / Aimez-vous Liszt ? / C’chien-là - Disc'AZ EP 1291
- 1970 : On m’appelait Pelé / Sur la lune / La Chouette / La Pompinette - Disc’AZ EP 1338

### Albums 33 tours
- 1954 : Le Simple Jardinier / Les Grands Magasins / L'Illusionniste / Sur le trottoir des abattoirs / Quand vient le 1er janvier / La Sirène / Dame Marmotte / Les Trois Petits Bouffons - Pathé AT 1021
- 1955 : A t'regarder / J'suis bien le roi / Dame Marmotte / Le Grisbi (du film Touchez pas au grisbi) / Brasileirosolero / Mets ta robe ananas / Bien / Bon gros blues - Pathé ST 1041
- 1956 : Es un lamento / L’Illusionniste / Bal à Balabala / Buenaventura / Pélicancanneries / Lettre à Virginie / Tango Napolitain / Quand vient le 1er janvier -  Pathé ST 1065
- 1956 : Mets deux tunes dans l'bastringue / Ma petite rime / Mets ta robe ananas / Lola (ou la Légende du pays aux oiseaux) / Les Pantoufles à papa / Nous n'irons pas à Calcutta / Dans l'île / Mandolino - Pathé AT 1075 (enregistré en public à Bobino)
- 1957 : Le Pacha / Quand on s'est dit / Bain, amour et … / Cet air-là / Elle a é / Conché / Les Croisades / C'mot-là / Le Chapeau à fleurs / Lettre à Virginie - Vogue LD 360
- 1959 : Mets deux thunes dans l'bastringue / Ne joue pas / Comment voulez-vous ? (du film Les Quatre Cents Coups) / Le Cha cha de Charley (du film La Marraine de Charley) / Ma petite rime / Mon manège à moi (Tu me fais tourner la tête) / Le Pacha / Le Tango de l'Esquimau / Waterloo / Les Pantoufles à papa - Vogue LD 486 (enregistré en public à Bobino)
- 1962 : B.T.M. / Hey ! Jacky / Le Roi du twist / Mata Hari / Twist des thons / Obèse Blues / Madison Square / Twist en blouse / Alphabetwist / Twistine Twist / Fête des pères twist / Les Jours - Vogue LD 584
- 1963 : Le Pacha / Fleur de papillon / Mets deux thunes dans l'bastringue / Ne joue pas / A t'regarder / Le Français moyen / Les Pantoufles à papa / Lola (ou la Légende du pays aux oiseaux) / Ma petite rime / Mon manège à moi (Tu me fais tourner la tête) / Lettre à Virginie / Ma gigolette - Vogue MDINT 9281
- 1964 : Les Pantoufles à papa / Mets deux thunes dans l’bastringue / L’Illusionniste / Sha sha persan / Mets ta robe ananas / Fleur de papillon / Les Grands Magasins - Vargal G 318 (enregistré en public à l'Olympia)
- 1972 : Le Pacha / Mon manège à moi (Tu me fais tourner la tête) / Lettre à Virginie / Conché / Comment voulez-vous ? (du film Les Quatre Cents Coups) / Ma petite rime / Waterloo / Mets deux thunes dans l'bastringue / Les Pantoufles à papa / Elle a é / Ne joue pas / Ma gigolette / Le Tango de l'Esquimau / Cet air-là - Mondo Music MM 96
- 1972 : T'as du pot qu'est pas de poulpe / Robinson crut Zoé	/ Truffaut cha cha / Moto cha cha / Jean-Claude Bouttier / Qu'as tu fais de mon amour ? / Carnaval de St-Ouen / Du Mozart / Pas tant d'chichi ponpon / Dracula vampirstar - Barclay 920 396
- 1973 : Fleur de papillon / Mets deux thunes dans l'bastringue / Mon truc en plumes / Lola (ou la Légende du pays aux oiseaux) / Ne joue pas / Ma petite rime (vocal) / Ma petite rime (instrumental) / Ma gigolette / Mon manège à moi (Tu me fais tourner la tête) (vocal) / Les Pantoufles à papa / Du Mozart / Passe-moi le beurre / Mon manège à moi (Tu me fais tourner la tête) (instrumental) - Barclay 920 421 (enregistré en public à Bobino)

### Compilations (CD)
- 1994 : Le Pacha / Ne joue pas / Les Pantoufles à papa / Mon manège à moi (Tu me fais tourner la tête) / Mets deux thunes dans l'bastringue / Le Français moyen / Comment voulez-vous ? (du film Les Quatre Cents Coups) / Ma petite rime / Mon truc en plumes / Pianola / Elle a é / Cet air-là / Le Cha cha du cœur / Le Jardinier / Le Beaujolais / Bain, amour et … / Ton thé t'a-t-il ôté ta toux ? / Le Cacao / C'mot- là / Les Quatre Cents Coups (version instrumentale)  - Vogue 74321195882
- 1997 : Mets deux thunes dans l'bastringue /	Baratucatin / Shah shah persan / Vise la poupée / Fleur de papillon / Ma petite rime / Les Pantoufles à papa / Mets ta robe ananas / Lola (ou la Légende du pays aux oiseaux) / Nous n'irons pas à Calcutta / Dans l'île / Mandolino / Le Simple Jardinier / Les Grands Magasins / L'Illusionniste / Sur le trottoir des abattoirs / Quand vient le 1er janvier / La Sirène / Dame Marmotte / Les Trois Petits Bouffons - EMI 856 642 2